# 新倉吉街道エクスプレス
新倉吉街道エクスプレス（しんくらよしかいどうエクスプレス）は岡山県岡山市と真庭市・鳥取県倉吉市を結ぶ高速バスである。愛称は、倉吉市から。
なお、前身であるくらよしエクスプレスについても本項で解説する。

## 予約上の注意
全便座席指定制（インターネット・コンビニ（ローソン・ファミリーマート）予約（発券）も可能）だが、当日空席がある場合に限り予約なしでも乗車できる。
ただし、インターネット・コンビニ予約・発券システムは、本路線の運行会社である日ノ丸自動車では導入しておらず、両備ホールディングス（両備バス）のシステムを利用している。

## 歴史
それまで、岡山～倉吉間には直行交通機関がなかったため、ももたろうエクスプレス（岡山～出雲間）の利用が好調であることに着目した鳥取県側の2自治体（倉吉市・関金町（現在は倉吉市に編入））が日ノ丸自動車に運行を要請し、これを受けた同社が岡山側の共同運行事業者3社のうち2社（両備バス（現・両備ホールディングス）・中鉄バス）に共同運行を要請したことに始まる。

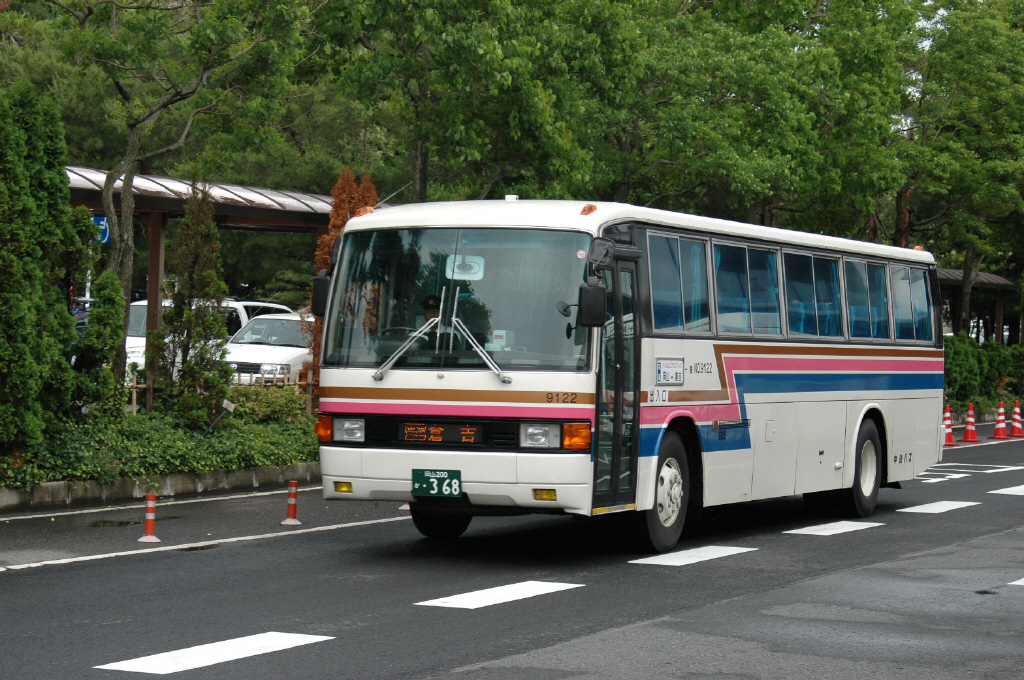
くらよしエクスプレス

- くらよしエクスプレス2004年12月18日:両備バス・中鉄バス・日ノ丸自動車の3社によるくらよしエクスプレスを1日4往復で運行開始。
- 2006年12月17日:両備バス・中鉄バスが撤退（ただし、両備バスでの岡山側予約・発券業務は継続）。
- 2006年12月18日:多客期のみの運行に格下げのうえ、1日1往復に減便。天満屋バスセンターへの乗り入れを廃止。回数券の発売を中止。
- 2007年4月1日:新倉吉街道エクスプレスに愛称を改め、定期運行を再開（1日1往復）。岡山商大前への停車を中止。岡山空港への乗り入れを廃止。天満屋バスセンターへの乗り入れを再開。
- 2010年6月1日:岡山駅前の停車場所を、ドレミの街（10番乗り場）から岡山駅西口バスターミナル（26番乗り場）へ変更。
- 2012年10月1日:岡山側の発着地を岡山駅西口バスターミナルへ変更。天満屋バスターミナルへの乗り入れを廃止。
- 2013年4月1日:岡山県真庭市内に「湯原温泉口」・「蒜山犬挟」バス停新設。
- 2016年4月16日:三朝経由便を新設し、1日2往復（関金経由と三朝経由が各1往復）に増便。
- 2023年5月8日:三朝経由便を平日は運休し[1]、土日祝のみの運行となる。（多客期を除く）

## 運行会社
- 日ノ丸自動車
  - 担当営業所：倉吉営業所が2往復担当
- 岡山側運行支援業務は両備ホールディングス（両備バス）・両備バスカンパニー岡山営業所が担当。
- なお、岡山での予約・発券業務は両備バスが担当。

## 停車停留所
（停留所 - 停留所）でくくった中での乗降はできない。
関金経由
（岡山駅西口 - 岡山IC） - （湯原温泉口（はんざき橋） - 蒜山犬挟 - 関金温泉 - 倉吉市役所前 - 倉吉駅 - 日ノ丸バス倉吉営業所（海田車庫））
三朝経由
（岡山駅西口 - 岡山IC） - （穴鴨公会堂前 - 三朝町役場前 - 倉吉駅 - 日ノ丸バス倉吉営業所（海田車庫））

## 運行経路
関金経由
- 岡山市内 - 国道53号 - 岡山IC - 山陽自動車道 - 岡山自動車道 - 中国自動車道 - 米子自動車道 - 湯原IC - 国道313号 - 倉吉市内

三朝経由
- 岡山市内 - 国道53号 - 岡山IC - 山陽自動車道 - 岡山自動車道 - 中国自動車道 - 院庄IC - 国道179号 - 三朝町内 - 倉吉市内

## 運行回数
- 昼行2往復（関金経由と三朝経由が各1往復）

## 車内設備
- 3列シート
- フットレスト
- トイレ

## 運行車両
･ラッピングを施したヒュンダイ ユニバース(トイレ無4列)か、通常塗装の日野 セレガ(トイレ有4列)のいずれかで運行。(2020年6月現在)。